# ريك هامل
ريك هامل (بالإنجليزية: Rick Hummel)‏ هو صحفي أمريكي، ولد في 25 فبراير 1946 في كوينسي في الولايات المتحدة.